# Бодуэн II де Гин

Графство Гин в середине XII века
Территория графства Гин
Прочие территории Фландрского графства
Англо-Нормандская монархия
Владения графов Вермандуа
Церковные земли

Бодуэн II (фр. Baudoin II de Guines; ок. 1145 — 2 января 1205) — граф Гина с 1169 года. Сын Арнуля I и его жены Маго де Сент-Омер.

## Биография
Согласно Аррасскому договору 1191 года граф Фландрии Бодуэн VIII уступил королю Филиппу Августу сюзеренитет над Булонью, Гином, Сен-Полем и Тернуа. Их правители, и Бодуэн II в том числе, принесли ему оммаж.
Сын Бодуэна II Арнуль II, ставший к тому времени его соправителем, вёл войну с Рено де Даммартеном. В 1204 году в ходе этой войны Бодуэн II попал в плен. Вскоре его освободили, но граф, находившийся уже в преклонном возрасте, через несколько дней умер.
Был известен как большой любитель литературы. Его обширную библиотеку подробно описал его придворный хронист Ламберт Ардрский в 81-й главе своей «Истории графов Гин». Так как не знал латыни, держал при своём дворе большой штат переводчиков и писцов.

## Семья
Жена — Кристина д’Ардр (ок. 1145 — 2 июля 1177), дочь Арно III, сеньора д’Ардра. Дети:
- Аделина
- Мабилла, жена Жана де Сизуэна
- Арнуль II (1170—1220), граф Гина
- Гильом
- Манассе
- ещё пятеро детей.